# Sibynomorphus mikanii
Espèce
Synonymes
- Dipsas mikanii Schlegel, 1837
- Leptognathus garmani Cope, 1887

Sibynomorphus mikanii est une espèce de serpents de la famille des Dipsadidae.

## Répartition
Cette espèce se rencontre :
- au Brésil dans les États de Rio Grande do Sul, du Paraná, de São Paulo, du Minas Gerais, du Mato Grosso, de Goiás, du Pará, de Bahia, du Ceará et du Rio Grande do Norte ;
- dans la province de Misiones en Argentine.

## Étymologie
Cette espèce est nommée en l'honneur de Johann Christian Mikan.

## Publication originale
- Schlegel, 1837 : Essai sur la physionomie des serpens, La Haye, J. Kips, J. HZ. et W. P. van Stockum, vol. 1 (texte intégral) et vol. 2 (texte intégral).